# 新型兰
新型兰（学名：Neogyna gardneriana）为兰科新型兰属下的一个种。